# Піжмурки (фільм, 2005)
«Піжмурки» — дев'ятий фільм російського режисера Олексія Балабанова, знятий у жанрі чорна комедія.

## Зміст
Викладачка університету читає лекцію про первісне накопичення капіталу і, у якості прикладу, згадує як це було в Росії 10 років тому.
Росія, Нижній Новгород, пізня осінь 1995 року. Кримінальний авторитет Сергій Михайлович, або просто «Михалич», контролює наркоторгівлю в місті і є головним міським «авторитетом». Він вдягнений у малиновий піджак і дзвонить по «мобіле» з висувною антеною, яка в середині 1990-х років вважалася ознакою «крутізни». Також він виховує сина Владика, постійно напихуючи його відварами і таблетками (схоже, це якось діє на його здоров'я і розвиток), а його мама постійно відпочиває.
На Михалича працюють два веселих молодих бандити — Сергій і Семен (він же «Саймон»). Сергій — розумний та релігійний, а тому відповідає за виконання завдань і веде всі необхідні перемовини. «Саймон» — холоднокровний вбивця, «маніяк», хоча й дещо обізнаний і культурний (наприклад, володіє англійською, яку він вчить за коміксами, цікавиться альтернативною західною рок-музикою (його улюблена пісня — «Look At Me Now» групи Electric Light Orchestra), обожнює вінілові платівки). «Саймон» в деяких ситуаціях краще за Сергія розуміється на ситуації. Бандитське життя з постійними вбивствами, погрозами, насильством і кров'ю настільки звичне (хоча й не комфортне) для двох друзів, що сприймається ними як рутинна повсякденність: після кожної «розборки» вони підраховують патрони для наступної, іноді заїжджають в кафе, щоб швидко перекусити і виїжджати на чергову розборку. Якось біля одного з кафе («McDonald's») вони зустрічають свого знайомого, теж бандита — «Кабана», який радить їм замислитися над переїздом до Москви, тому що там — Центр, крутяться більш серйозні «бабки» і вже давно не стріляють.
Бажаючи «кришувати» заїжджого хіміка («Лікаря»), який виготовляє у своїй лабораторії наркотики, «Михалич» посилає «Саймона» і Сергія розібратися.
«Лікар» грубить їм, кажучи, що йому «дах» не потрібен, і до нього на підмогу приходять працюючи на нього «братки». «Саймон» з Сергієм вбивають їх, але потрапляють у пастку, з якої вибираються живими завдяки «Саймону». У підсумку вони провалюють завдання через «загибель» «Лікаря». Як утіху, Сергій і «Саймон» збирають знайдені наркотики в коробку з-під взуття.
Розгніваний «Михалич» забирає наркотики і дає Сергію і «Саймону» останній шанс виправитися — поїхати до знайомого «Михалича», адвоката Борщанського (можливо, алюзія на Михайла Барщевського), і обміняти валізу грошей на валізу з п'ятьма кілограмами героїну. У ресторані «Саймон» і Сергій обговорюють стан справ, не знаючи, що «Лягавий» (старший лейтенант Степан Воронов), який є інформатором «Михалича», вже навів на цю справу злочинців (авторитета «Корона» і його дружків «Бала» і «Баклажана» (у банді його називають «ефіопом» через колір шкіри), а заодно й кримінального авторитета «Мозока») щоб позбутися докучливих братків. Незадовго до цього «Лягавий» зі спільниками вбив «Ката», що також працював на «Михалича» — працівника моргу, який отримував інформацію «силовим шляхом», а також допомагав позбавлятися трупів.
«Корон», «Бала» та «Баклажан» відбирають у «Саймона» і Сергія валізу з героїном, вважаючи, що там гроші. Дізнавшись про це, «Михалич» наказує «Саймону» та Сергію знайти Воронова і, отримавши інформацію, вбити його у разі необхідності. Вони їдуть на квартиру до Воронова. Той під тортурами зізнається. Отримавши інформацію, «Саймон» вбиває «Лягавого» і вони з Сергієм здогадуються, що «Лягавий» вбив «Ката».
Вони їдуть на квартиру до «Корона», але знаходять там лише «Баклажана», якого пов'язують («Корон» у цей час відправляється до Воронова, не знаючи про те, що того вже вбито; «Бала» ж йде за сигаретами, готуючись втекти з подільниками з міста). Сергій шукає героїн, але знаходить у шафі сумку зі зброєю — свідчення того, що вони прийшли за адресою. Незабаром в квартиру заходить «Мозок» з підручними. «Саймон» і Сергій ліквідують всіх, крім «Мозока», якого вони теж пов'язують. «Мозок» починає загрожувати їм, незважаючи на абсолютно невідповідне для цього становище. Як наслідок Сергій вбиває «Мозока».
Після цього приходять «Корон» і «Бала». Зрозумівши що відбувається, вони вдають, що нібито вони є друзями якоїсь дівчинки, якій тільки-но виповнилося 20 років, і вони помилилися квартирою. Сергій вирішив перевірити вміст пакету, знайшов там замість подарунків сигарети, пиво і атлас автомобільних доріг, все зрозумів і викрив обман. «Корон» здає героїн, а Сергій пропонує їм зіграти в «Піжмурки» (те ж саме, що і «Російська рулетка»). Сергій і «Саймон» по черзі проводять бандитів на кухню. «Корон», не приховуючи свого страху, гине. Потім «Бала», якого привів «Саймон» пропонує Сергію зіграти у гру з ним, називаючи братка боягузом, і той погоджується. Під час гри Сергій прикривається папкою, яку завжди носить з собою. У підсумку «Бала» теж гине, сповнений жахом.
«Саймон» і Сергій йдуть перевірити «Баклажана», але він до цього часу встигає звільнитися від пут і заволодіти пістолетом. Коли вони заходять в кімнату, «Баклажан» стріляє у Сергія і ранить його в живіт. «Саймон» вбиває «Баклажана» і перевіряє стан Сергія. Потім він викликає свого знайомого Льошика — панка і студента медичного інституту, і той, переглянувши медичний довідник і прийнявши під час миття рук наркотик, оперує Сергія виймаючи кулю. Тим часом «Саймон» оглядає кухню, де Сергій грав у «Піжмурки». Він знаходить забуту папку Сергія, якою той прикривався, коли «стріляв собі в голову». У папці виявляється товста сталева пластина. «Саймон» розуміє, що Сергій насправді виявився обережним хитруном під час гри у «Піжмурки». Він повертає папку Сергію і каже йому, що найкраще їм покинути квартиру — раптом ще хтось з'явиться, а патронів вже небагато.
Вирішивши, що їхній приятель «Кабан» був правий (він радив перебиратися в центр) і що працювати на «Михалича» не є перспективним, Сергій і «Саймон» вирушають до Москви, забравши героїн тому що їм потрібні гроші на перший час. Також «Саймон» забрав з квартири «Корона» колекцію вінілових платівок.
2005 рік. Сергій став депутатом Державної думи, а «Саймон» — його помічником. Разом вони володіють бізнесом з торгівлі цінними паперами, при цьому «Саймон» часто кепкує з партнера та з приводу гри в «Піжмурки» з папкою з «секретиком». Секретарем у них працює Катя — офіціантка з бару, чиєю попою ще тоді захоплювався «Саймон». «Михалич» працює у них на прохідній вахтером, а його дорослий син Владик працює у братків «хлопчиком на побігеньках». На довершення, «Саймон» констатує, що порівняно з 90-ми, жити в Росії стало значно важче .

## Адаптація «Сталінки» під кіносценарій та плагіат у фільмі  «Піжмурки»
Олесь Ульяненко спільно з Володимиром Тихим написали за «Сталінкою» сценарій, повністю її переробивши. За словами Ульяненка «власне, від „Сталінки“ там лишилася сама назва та імена героїв, а ситуації, ходи, дії ми всі змінили». Проте остаточний варіант виявився надто дорогим для постановки.
Після завершення роботи над сценарієм Тихий дав його для ознайомлення російському продюсеру Сергію Сельянову[ru]. Той похвалив роботу, але сказав, що тема застаріла. За якийсь час вийшов російський фільм «Піжмурки», спродюсований Сельяновим, який, за словами Ульяненка, був плагіатом їхнього з Тихим сценарію.
Подібна ситуація виникла й з іще однією роботою Ульяненка, «Хрест на Сатурні», синопсис якої теж незаконно використали під час створення серіалу в Москві.Сталінка#cite note-:8-11

| Актор              | Роль                                                 |
| ------------------ | ---------------------------------------------------- |
| Олексій Панін      | Сергій (озвучує Юрій Гальцев)                        |
| Дмитро Дюжев       | Семен «Саймон»                                       |
| Микита Михалков    | Кримінальний авторитет Сергій Михайлович («Михалич») |
| Сергій Маковецький | «Корон»                                              |
| Анатолій Журавльов | «Бала»                                               |
| Григорій Сиятвинда | «ефіоп» «Баклажан»                                   |
| Віктор Сухоруков   | старший лейтенант міліції Степан Воронов («Лягавий») |
| Олексій Серебряков | «Лікар»                                              |
| Гарік Сукачов      | Бос злочинного угруповання «Мозок»                   |
| Андрій Панін       | Архітектор                                           |
| Кирило Пирогов     | «Кат»                                                |
| Юрій Степанов      | «Кабан»                                              |
| Рената Литвинова   | офіціантка Катя                                      |

## Знімальна група
| Режисер           | Олексій Балабанов                |
| Сценаристи        | Олексій Балабанов, Стас Мохначов |
| Оператор          | Євген Привін                     |
| Художник          | Костянтин Пахотін                |
| Художник по гриму | Ксенія Яхніна                    |
| Композитор        | В'ячеслав Бутусов                |
| Продюсер          | Сергій Сельянов                  |